# Volutoidea
Volutoidea zijn een superfamilie van weekdieren uit de klasse van de Gastropoda (slakken).

## Taxonomie
De volgende families zijn bij de superfamilie ingedeeld:
- Cancellariidae Forbes & Hanley, 1851
- Cystiscidae Stimpson, 1865
- Granulinidae G. A. Coovert & H. K. Coovert, 1995
- Marginellidae J. Fleming, 1828
- Marginellonidae Coan, 1965
- Volutidae Rafinesque, 1815